# Somain
Somain – miejscowość i gmina we Francji, w regionie Hauts-de-France, w departamencie Nord.
Według danych na rok 1990 gminę zamieszkiwało 11 971 osób, a gęstość zaludnienia wynosiła 972 osób/km² (wśród 1549 gmin regionu Nord-Pas-de-Calais Somain plasuje się na 63. miejscu pod względem liczby ludności, natomiast pod względem powierzchni na miejscu 210.).